# أوتو أرمستر
أوتو أرمستر Otto Armster (11 يوليو 1891 في بريتز - 21 سبتمبر 1957) ضابط في المخابرات العسكرية الألمانية وعضو في المقاومة الألمانية، شارك في مؤامرة 20 يوليو عام 1944، لمحاولة اغتيال أدولف هتلر.

## حياته
كان أرمستر صديقًا للأدميرال فيلهلم كاناريس مديرالمخابرات المضادة ( أبفير) وكان على اتصال بدوائر المقاومة الألمانية منذ عام 1939. وبصفته عقيدًا ورئيسًا لفرع مكافحة التجسس في فيينا منذ أبريل 1944، عمل بشكل وثيق مع جورج ألكسندر هانسن وهانز أوستر ولودفيج غيري .
كان أرمستر على اتصال دائم بالجنرال فريدريش أولبريخت وغيره من المشتركين في مؤامرة 20 يوليو، من خلال هيرمان كايزر المقرب من أولبريشت. وتم تعيين أرمستر من قبل المتآمرين ليصبح ضابط اتصال بدائرة الدفاع الثامنة عشر (زالتسبورغ).
وفي 23 يوليو 1944 ألقي الغستابو القبض على أرمستر ونقله إلى برلين، حيث تم احتجازه في الحبس الانفرادي في شارع ليرتر حتى 25 أبريل 1945. وبحلول 15 مايو 1945، اعتقلته وزارة الداخلية السوفييتية التي اختطفته إلى الاتحاد السوفيتي، حيث ظل مسجونًا  حتى عام 1955. 